# Вулиця Євгена Коновальця (Прилуки)
Вулиця Євгена Коновальця — одна з вулиць Прилук, що знаходиться в східній частині міста. Пролягає в напрямку смт Ладан. Довжина 2,5 км, дорога з твердим покриттям. 

## Історія
У 1934 році вулиця отримала назву Білецький шлях через перейменування с. Ладан на Білецьке. У 1937 році була перейменована на вулицю 9 Січня. Останнє перейменування було 16 вересня 1983 року, коли вулицю названо Гвардійська.
Згідно закону  «Про засудження та заборону пропаганди
російської iмперської полiтики в Україні i деколонiзацiю топонiмiї» за розпорядженням голови ОДА від 23.07.2024 р. вулиця отримала ново назву - Євгена Коновальця
Вулиця бере свій початок від перетину вулиць Пирятинської та 1-го Травня біля автовокзалу і пролягає на схід у Ладан.
Перетинає вулиці:
- вулиця Олександра Пушкіна
- Ярмаркова вулиця
- 2-й Східний провулок
- 1-й Східний провулок
- Східний провулок
- вулиця Івана Мазепи
- Східна вулиця
- вулиця Січових Стрільців
- Залізнична вулиця
- вулиця Перемоги
- Польова вулиця
- вулиця Михайла Грушевського
- Гостинна вулиця
- Журавська вулиця
- Вулиця Дідовська
- вулиця Могилевського
- вулиця Будівельників
- Голубовська вулиця
- Вулиця Степна
- Вулиця Ладанська
- вулиця Дружби Народів

## Будівлі, споруди, місця
Забудована приватними і багатоповерховими будинками. Закінчується будинками № 49 і 98.
- Пам'ятник на честь радянських танкістів, що брали участь у відвоюванні міста під час Другої світової війни.
- 90 — Дитячий садок № 27
- 98 — кафе «Прилуки»

## Транспорт
Зупинки: Магазин «Космос», вул. Івана Мазепи, вул. Ярмаркова (Новий ринок)
Автобуси: 5, 9, 16, 30
Маршрутні таксі: 2, 2а, 5а, 17, 21, 35